# حزب البعث العربي الاشتراكي (سوريا)
حزب البعث العربي الاشتراكي – قطر سوريا، رسميا الفرع القطري السوري (سوريا هي منطقة للأمة العربية في عقيدة البعث)، هو حزب حل وحظر إعادة تشكيله تحت أي اسم آخر. وكان الحزب الحاكم في سوريا من عام 1963 وحتى سقوط نظام الأسد عام 2024، وهو عبارة عن منظمة بعثية جديدة أسّسها في 7 أبريل 1947 ميشيل عفلق، وصلاح الدين البيطار وزكي الأرسوزي. وكان أول فرع إقليمي لحزب البعث (1947–1966) قبل أن يغير ولاءه لحركة البعث التي تهيمن عليها سوريا (1966–الآن) بعد انفصال عام 1966 داخل حزب البعث الأصلي إلى قسمين بالعراق وقسم في سوريا. وقد حكم الحزب سوريا بشكل مستمر منذ الانقلاب العسكري عام 1963 والذي دفع بالضباط البعثيين إلى السلطة حتى سقوط نظام الأسد عام 2024.
علِّقَت كافة أنشطة الحزب في 12 ديسمبر 2024، على إثر سقوط نظام البعث الحاكم في سوريا.

## تاريخ

### التأسيس والسنوات الأولى: 1947–1963
حزب البعث، وبشكل غير مباشر الفرع القطري السوري، تأسس في 7 أبريل 1947 من قبل ميشيل عفلق (مسيحي)، صلاح الدين البيطار (مسلم سني) وزكي الأرسوزي (مسلم علوي). ووفقا للمؤتمر فان الحزب كان «قوميا وشعبويا واشتراكيا وثوريا» ويؤمن «بوحدة وحرية الامة العربية داخل وطنها». عارض الحزب نظرية الصراع الطبقي، لكنه دعم تأميم الصناعات الكبرى، ونقابة العمال، والإصلاح الزراعي، ودعم، إلى حد ما، الميراث الخاص وحقوق الملكية الخاصة. اندمج الحزب مع الحزب الاشتراكي العربي، بقيادة أكرم الحوراني، لتأسيس حزب البعث العربي الاشتراكي في لبنان بعد وصول أديب الشيشكلي إلى السلطة. لم يكن معظم أعضاء الحزب الاشتراكي العربي يؤيدون الاندماج، وبحسب جورج ألان، ظلوا «موالين بشغف لشخص الحوراني». وكان الاندماج الضعيف، وجزء كبير من البنية التحتية الأصلية للحزب العربي الاشتراكي بقيت على حالها. في عام 1955، قرر الحزب دعم جمال عبد الناصر وما اعتبروه سياساته القومية العربية.
أخذت السياسة السورية منعطفاً دراماتيكياً في عام 1954 عندما أُطيح بالحكومة العسكرية لأديب الشيشكلي وتمت استعادة النظام الديمقراطي. وحاز حزب البعث، الذي أصبح الآن منظمة شعبية كبيرة، على 22 مقعدًا من أصل 142 مقعدًا في الانتخابات السورية في ذلك العام، ليصبح ثاني أكبر حزب في البرلمان. كان حزب البعث مدعومًا من قبل المفكرين بسبب موقفه المؤيد للمصريين والمعادي للإمبريالية ودعمه للإصلاح الاجتماعي.
مقتل العقيد البعثي عدنان المالكي من قبل عضو في الحزب السوري القومي الاجتماعي في أبريل 1955 سمح لحزب البعث وحلفائه بشن حملة قمعية، وبالتالي القضاء على منافس واحد. في عام 1957، تعاون حزب البعث مع الحزب الشيوعي السوري لإضعاف سلطة الأحزاب المحافظة في سوريا. بحلول نهاية ذلك العام، أضعف الحزب الشيوعي السوري حزب البعث لدرجة أنه في ديسمبر، صاغ الحزب مشروع قانون يدعو إلى الاتحاد مع مصر، وهي خطوة كانت تحظى بشعبية كبيرة. لقد مضى الاتحاد بين مصر وسوريا وتم إنشاء الجمهورية العربية المتحدة، وحظر حزب البعث في الجمهورية العربية المتحدة بسبب عداء عبد الناصر للأحزاب غير حزبه. وكانت قيادة البعث قد حلت الحزب في عام 1958، وقامرت بأن إضفاء الشرعية على أحزاب معينة من شأنه أن يضر بالحزب الشيوعي السوري أكثر مما قد يلحق الضرر بحزب البعث. أنهى الانقلاب عسكري عام 1961  في دمشق الجمهورية العربية المتحدة. ووقع 16 سياسيا بارزا من بينهم الحوراني وصلاح الدين البيطار - الذي تراجع في وقت لاحق - بيانا يدعم الانقلاب. فاز البعثيون بعدة مقاعد في الانتخابات التشريعية لعام 1961.

### انقلاب عام 1963
كانت المجموعة العسكرية التي كانت تعد للإطاحة بالنظام الانفصالي في فبراير 1963 مؤلفة من ناصريين مستقلين وغيرهم من الوحدويين، بما في ذلك ضباط من البعثيين.

## القيادة القومية
بتاريخ 21 كانون الثاني 2016 أصدرت القيادة القطرية لحزب البعث العربي الاشتراكي الحاكم قراراً حلت بموجبه وبشكل نهائي القيادة القومية للحزب وإستبدالها بمجلس قومي بعثي يرأسه بشار الأسد، نتيجة عاملين أساسيين، الأول ضعف نشاط القيادة القومية وغيابها عن ساحة العمل الحزبي لعقود طويلة، والثاني تنفيذ مضمون قانون تأسيس الأحزاب السياسية الذي يحظر على الأحزاب المؤسّسة في سوريا افتتاح فروع خارجية لها.

## قيادة الحزب

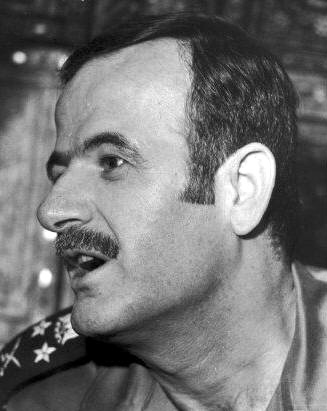
الرئيس حافظ الأسد الأمين العام القومي لحزب البعث العربي الإشتراكي بالقطر السوري

- الأمين العام القومي: شاغر منذ وفاة حافظ الأسد
- الأمين العام المساعد: عبد الله الأحمر
- الأمين القطري: بشار الأسد
- الأمين القطري المساعد : هلال هلال
- رئيس مكتب الأمن القومي: علي مملوك
- رئيس اللجنة الحزبية العسكرية: مصطفى عبد القادر طلاس
- رئيس مكتب التربية والطلائع: ياسر حورية
- رئيس مكتب الفلاحين القطري: أسامة حامد عدي
- رئيس مكتب الفلاحين الفرعي في دير الزور: كمال الفارس
- رئيس المكتب المالي: محمد سعيد بخيتان
- رئيس المكتب القانوني : بسام جانبيه
- رئيس المكتب الاقتصادي القطري: محمد الحسين
- رئيس مكتب الطلبة: ياسر حورية
- رئيس مكتب الشبيبة والرياضة: شهناز فاكوش
- رئيس اتحاد شبيبة الثورة: عدنان محمد عربش
- عضو قيادة الاتحاد: ميلاز مقداد
- رئيس مكتب التعليم العالي والبحث العلمي: ياسر حورية
- رئيس مكتب المنظمات المهنية القطري: بسام جانبية
- رئيس مكتب الإعداد الحزبي : هيثم سطايحي
- رئيس مكتب التنظيم القطري: سعيد داود ايليا
- رئيس مكتب العمال القطري: أسامة حامد عدي

## فروع الحزب
- فرع الحزب في حلب
- فرع الحزب في دمشق
- فرع الحزب في ريف دمشق
- فرع الحزب في دير الزور
- فرع الحزب في درعا
- فرع الحزب في حماة
- فرع الحزب في الحسكة
- فرع الحزب في حمص
- فرع الحزب في إدلب
- فرع الحزب في اللاذقية
- فرع الحزب في القنيطرة (سوريا)
- فرع الحزب في الرقة
- فرع الحزب في السويداء
- فرع الحزب في طرطوس
- فرع جامعة دمشق
- فرع فلسطين

## المؤتمرات القومية
- المؤتمر القومي الأول التأسيسي دمشق 6-4-1947
- المؤتمر القومي الثاني دمشق - حزيران 1954
- المؤتمر القومي الثالث بيروت ـ 27 آب ـ أول أيلول 1959
- المؤتمر القومي الرابع بيروت ـ آب ـ 1960
- المؤتمر القومي الخامس حمص ـ 8 أيار 1962
- المؤتمر القومي السادس دمشق ـ 5 ـ 23/ تشرين الأول 1963
- المؤتمر القومي السابع دمشق 12 ـ 17/ شباط 1964
- المؤتمر القومي الثامن دمشق ـ نيسان 1965
- المؤتمر القومي التاسع دمشق ـ 25 ـ 29/9/1966
- المؤتمر القومي التاسع الاستثنائي دمشق ـ أوائل أيلول 1967
- المؤتمر القومي العاشر دمشق- أواخر أيلول 1968
- المؤتمر القومي العاشر الاستثنائي دمشق - 30/10 ـ 12/11/1970
- المؤتمر القومي الحادي عشر دمشق ـ آب 1971
- المؤتمر القومي الثاني عشر دمشق ـ تموز 1975
- المؤتمر القومي الثالث عشر دمشق 27/7 ـ 2/8/1980

## المؤتمرات القطرية
- المؤتمر القطري الأول العادي 5/9/1963
- المؤتمر القطري الأول الاستثنائي 1/2/1964
- المؤتمر القطري الثاني العادي 18/3/1965 - 4/4/1965
- المؤتمر القطري الثاني الاستثنائي (1) 1 آب 1965
- المؤتمر القطري الثاني الاستثنائي (2) آذار 1966
- المؤتمر القطري الثالث العادي أيلول 1966
- المؤتمر القطري الثالث الاستثنائي أيلول 1967
- المؤتمر القطري الرابع العادي 26 أيلول 1968 ـ 7 تشرين الأول 1968
- المؤتمر القطري الرابع الاستثنائي 21 آذار/1969 ـ 31/آذار /1969
- المؤتمر القطري الخامس العادي 8 ـ14/أيار/1971
- المؤتمر القطري الخامس الاستثنائي حزيران 1974
- المؤتمر القطري السادس 5 /4/ 1975 ـ 15/4/ 1975
- المؤتمر القطري السابع كانون الأول 1979
- المؤتمر القطري الثامن 5/1/1985 ـ 20/1/ 1985
- المؤتمر القطري التاسع دمشق 17ـ 21 حزيران 2000
- المؤتمر القطري العاشر 6 - 9 حزيران 2005

## الحالة

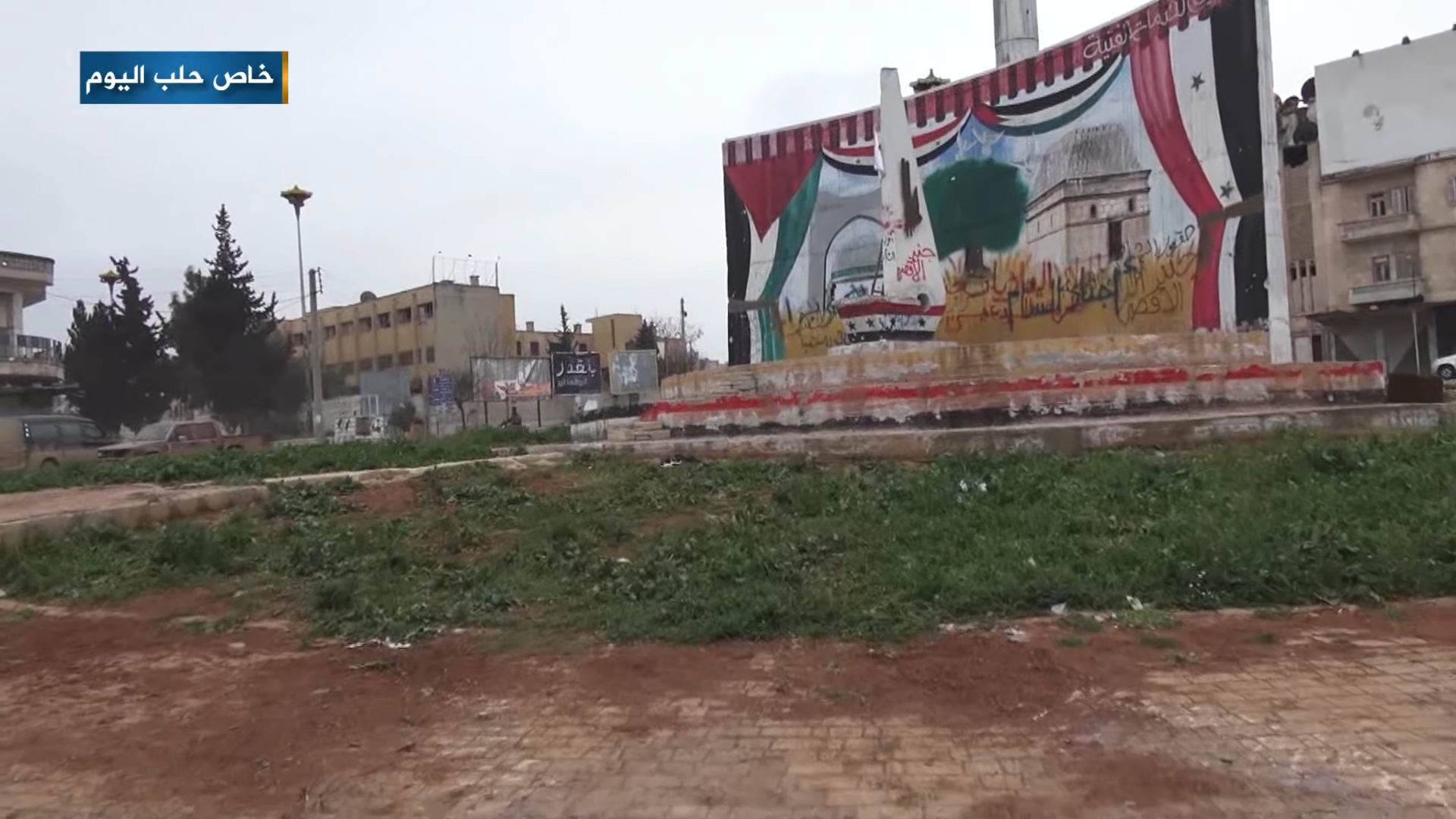
جدارية حزب البعث العربي الاشتراكي – منطقة سوريا على دوار المحراب وسط مدينة إدلب شمال غربي سوريا.

بحسب صبحي حديدي، وهو معارض سوري، فإن «البعث في حالة فوضى تامة. ... إنه مثل جثة هامدة لم يعد حزباً بأي معنى طبيعي للكلمة». كتب حنا بطاطو: «في عهد الأسد تغيرت شخصية البعث... وأيا كان استقلال الرأي الذي تمتع به أعضاؤه في الماضي، فقد تقلص الآن، مع إيلاء علاوة على التطابق والانضباط الداخلي. وأصبح الحزب في الواقع أداة أخرى سعى النظام من خلالها إلى السيطرة على المجتمع ككل أو حشده وراء سياساته. فقد تحولت كوادر الحزب أكثر وأكثر إلى بيروقراطيين ووصوليين، ولم تعد حية إيديولوجياً نابضة بالحياة كما في الخمسينيات والستينات، حيث تجاوز الإخلاص غير المشروط للأسد في نهاية المطاف الإخلاص للقناعات القديمة».
يشاع أن الأسد ناقش إمكانيات إلغاء حزب البعث عندما تولى السلطة في عام 1970. ووفقا لفولكر بيرثس، تحول حزب البعث في عهد الأسد؛ كتب بيرثس: «لقد تضخمت أكثر مثل تحييد أولئك الذين دعموا القيادة اليسارية المطاح بها، وتم نزع أيديولوجيتها. وقد تمت إعادة هيكلته بحيث يتلاءم مع الشكل الاستبدادي لنظام الأسد، ويفقد طابعه الطليعي، وأصبح أداة لتوليد الدعم الجماهيري والسيطرة السياسية. كما أنها ستصبح شبكة المحسوبية الرئيسية للنظام.»
فقد تحول حزب البعث إلى شبكة محسوبية متشابكة بشكل وثيق مع البيروقراطية، وسرعان ما أصبح من المتعذر تقريبا التمييز بينه وبين الدولة، في حين تم تحرير قواعد العضوية. وفي عام 1987، كان للحزب 50 ألف عضو في سوريا، مع 200 ألف عضو آخر تحت الاختبار. فقد خسر الحزب استقلاله عن الدولة وتحول إلى أداة لحكومة الأسد، التي بقيت متمركزة أساسا في قوات الأمن. وسمح للأطراف الأخرى التي قبلت التوجه الأساسي للحكومة بالعمل مرة أخرى. تأسست الجبهة الوطنية التقدمية في عام 1972 كتحالف لهذه الأحزاب الشرعية، التي لم يسمح لها إلا بالعمل كشريك أصغر لحزب البعث، مع وجود مجال محدود للغاية للتنظيم المستقل.

## حظر عمل الحزب
وفي 12 يناير 2024 أعلن حزب البعث تعليق عمله ونشاطه الحزبي "حتى إشعار آخر"، وذلك بعد 3 أيام من إسقاط فصائل المعارضة السورية المسلحة نظام الرئيس المخلوع بشار الأسد وفراره من البلاد، منهيا بذلك 61 عاما من حكم الحزب و53 عاما من حكم عائلة الأسد.
وأكد إبراهيم الحديد الأمين العام المساعد للحزب، في بيان رسمي، أن القيادة المركزية للحزب قررت تعليق العمل الحزبي بجميع أشكاله وتسليم جميع الآليات والمركبات والأسلحة إلى وزارة الداخلية. كما يشمل قرار تعليق النشاط الحزبي:
1. إعادة الموظفين المسرحين إلى وظائفهم: إنهاء تسريح جميع الكوادر الحزبية المفصولين جزئيا أو كليا. إعادة الموظفين المعارين والمنتدبين إلى أماكن عملهم الأصلية في الوزارات والمؤسسات الحكومية.
2. وضع جامعة الشام الخاصة تحت إشراف وزارة التعليم العالي: نقل الإشراف على الجامعة إلى الوزارة، لضمان استمرار العملية التعليمية والإشراف الأكاديمي والإداري المباشر.
3. تحويل الرقابة على ممتلكات الحزب: وضع جميع أملاك وأموال الحزب تحت إشراف وزارة المالية ورقابة وزارة العدل وتحويل العائدات إلى مصرف سوريا المركزي ليتم صرفها وفق القوانين المعمول بها. [18]

وفي 29 يناير 2025 تقرر حل حزب البعث العربي الاشتراكي (الحاكم بالنظام السابق) وأحزاب الجبهة الوطنية التقدمية، وما يتبع لها من منظمات ومؤسسات ولجان، وحظر إعادة تشكيلها تحت أي اسم آخر، على أن تعود جميع أصولها إلى الدولة السورية. 

## وصلات خارجية
- حزب البعث السوري
- المؤتمرات القومية
- المؤتمرات القطرية